# Kimolos (gmina)
Kimolos (gr. Δήμος Κιμώλου, Dimos Kimolu) – gmina w Grecji, w administracji zdecentralizowanej Wyspy Egejskie, w regionie Wyspy Egejskie Południowe, w jednostce regionalnej Milos. W jej skład wchodzi między innymi wyspa Kimolos. Siedzibą gminy jest Kimolos. W 2011 roku liczyła 910 mieszkańców.